# Nofret

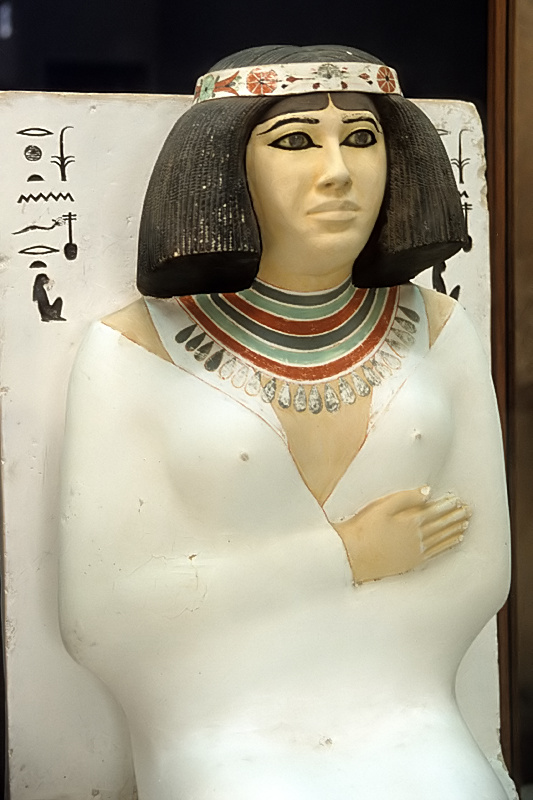
Nofret halotti szobra a kairói Egyiptomi Múzeumban

A Nofret ókori egyiptomi női név, a nofer szó nőnemű alakja; jelentése: „gyönyörű” vagy „jóságos”. Hasonló név: Noferu. Nagyon gyakori név volt, viselői többek között:
- Nofret, Rahotep herceg felesége, festett mészkőszobruk híres. Lásd Rahotep cikkében. (IV. dinasztia)[1]
- Nofret anyakirályné, valószínűleg I. Amenemhat anyja, így a XII. dinasztia ősanyja. Férje Szenuszert. Neve egy áldozati táblán maradt fenn, melyet később újrahasznosítottak és fia listi piramisa közelében találtak egy házban.[2]
- II. Nofret királyné, II. Amenemhat lánya, III. Szenuszert felesége (XII. dinasztia)
- Nofret hercegnő, valószínűleg II. Szenuszert lánya. Említik egy Kahúnban talált, ma Berlinben őrzött papiruszon, melyen a királyi család tagjait és a nekik bemutatandó áldozatokat sorolják fel.[2]
- Nofret hercegnő, egy azonosítatlan király testvére; anyjával, Dedittel említik egy ma Münchenben található sztélén. (XII. dinasztia)[3]
- Nofret királyné, egy azonosítatlan király felesége. Egy Nedzseszanh-iu nevű férfi sztéléjén említik, akinek felesége, Hatsepszut Nofret lánya volt. (XIII. dinasztia)[4]